# 2MASS J15530228+1532369
2MASS J15530228+1532369 ist ein Brauner Zwerg der Spektralklasse T7 im Sternbild Schlange. Seine Position verschiebt sich aufgrund seiner Eigenbewegung jährlich um 0,437 Bogensekunden. Er wurde 2002 von Adam J. Burgasser et al. entdeckt.